# Alois Paulitsch

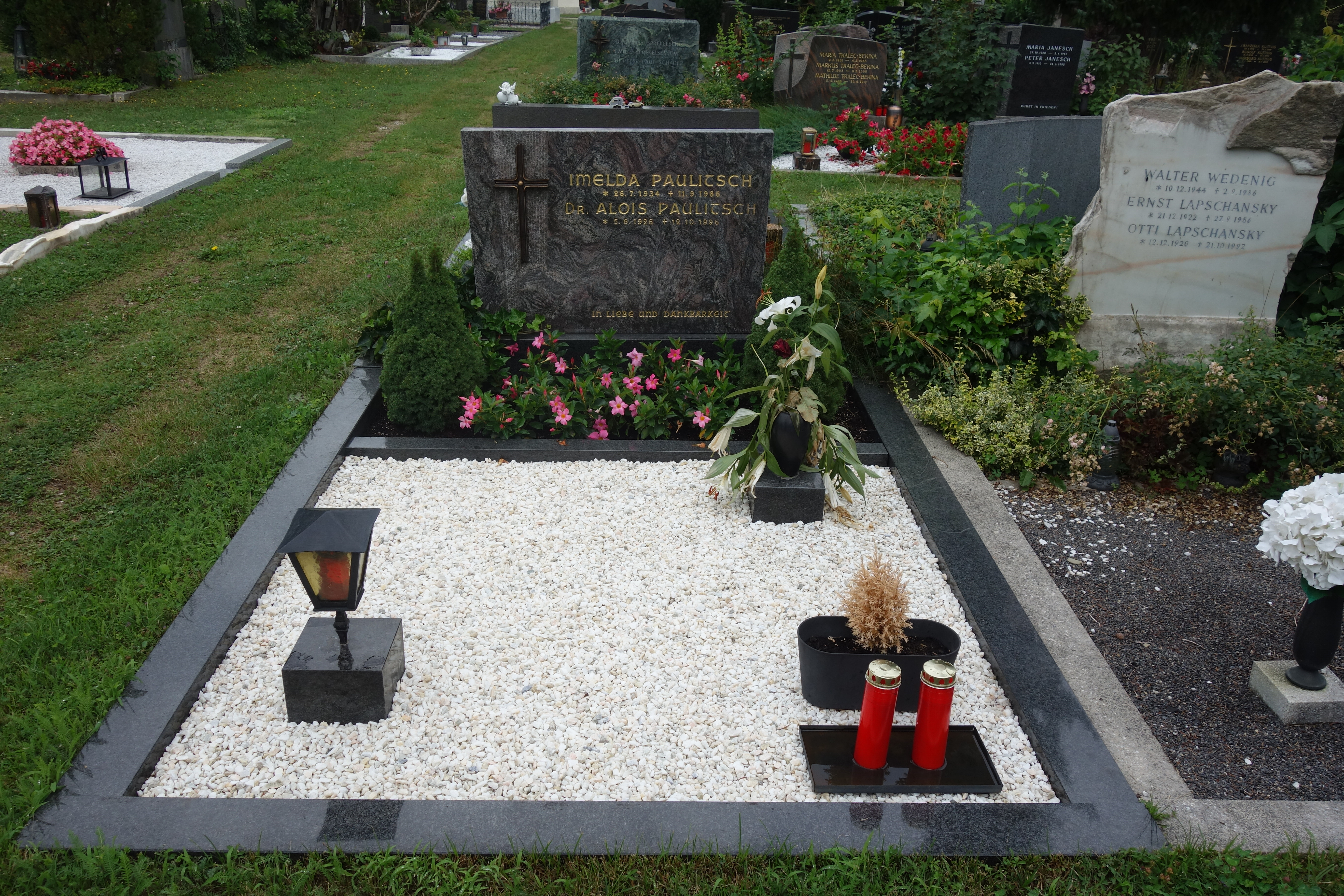
Grabstein von Alois Paulitsch am Zentralfriedhof Annabichl in Klagenfurt

Alois Paulitsch (* 5. Juni 1926 in Klein-Winklern; † 12. Oktober 1996 in Klagenfurt) war ein österreichischer Politiker (ÖVP) und Finanzbeamter. Paulitsch war von 1967 bis 1970 Mitglied des Bundesrates und von 1979 bis 1986 Abgeordneter zum Österreichischen Nationalrat.
Paulitsch besuchte von 1932 bis 1937 die Volksschule und von 1937 bis 1944 das Gymnasium in Klagenfurt und St. Paul. Er wurde danach 1944 zum Reichsarbeitsdienst eingezogen und diente zwischen 1944 und 1945 in der Wehrmacht. Nach dem Ende des Krieges studierte Paulitsch zwischen 1945 und 1949 Rechte an der Universität Graz und promovierte 1949 zum Dr. iur. Nach seiner Gerichtspraxis wurde er Beamter der Finanzlandesdirektion für Kärnten, für die er von 1949 bis 1990 arbeitete. Er war zudem ab  1962 Mitarbeiter des Österreichischen Akademikerbundes und von 1963 bis 1979 Landesparteisekretär der ÖVP Kärnten. 1981 wurde ihm der Titel Hofrat verliehen.
Paulitsch vertrat die ÖVP Kärnten vom 19. Dezember 1967 bis zum 20. März 1970 im Bundesrat und war danach von 1970 bis 1979 Abgeordneter zum Kärntner Landtag. Zwischen 1972 und 1979 fungierte er als Klubobmann der Kärntner ÖVP, danach wechselte er in den Nationalrat, dem er vom 5. Juni 1979 bis zum 16. Dezember 1986 angehörte. Paulitsch war zudem von 1979 bis 1985 Landesobmann des ÖAAB Kärnten.

## Auszeichnungen
- Großes Goldenes Ehrenzeichen für Verdienste um die Republik Österreich
- Großes Goldenes Ehrenzeichen für Verdienste um das Bundesland Kärnten